# Rui Bandeira
Rui Bandeira, volledige naam Rui Pedro Neto de Melo Bandeira, (Nampula, Mozambique, 25 juli 1973) is een Portugese zanger.
Rui Bandeira vertegenwoordigde op 29 mei 1999 Portugal op het Eurovisiesongfestival 1999 met het liedje Como tudo começou. Het liedje was geproduceerd door Jorge do Carmo.
Bandeira behaalde met Como tudo começou in een deelnemersveld van 23 kandidaten een 21e plaats met slechts 12 punten.
Eveneens in 1999 vertegenwoordigde hij Portugal op uitnodiging van de RTP op het Internationale Festival van Caïro. Hij behaalde de vierde plaats tussen 32 landen, met zijn versie van "Make this World" van Jorge do Carmo en Tó Andrade. Dit was de hoogste plaats van alle Europese deelnemers.
In de jaren daarna bouwde Bandeira verder aan zijn carrière als zanger, doch uitsluitend gericht op het Portugese publiek. Hij bracht verschillende albums uit. Zijn laatste album Um dia vais voltar dateert van 2010. In 2014 vierde hij zijn vijftienjarig jubileum als zanger met een tournee. Bandeira treedt regelmatig op, bv. live op festivals zoals voor Portugese migranten in Frankrijk, maar ook op televisie.

## Discografie
Studioalbums
- 1999: "Como tudo começou"
- 2000: "Mais"
- 2001: "Magia do Amor"
- 2004: "Destino"
- 2005: "Duas Vidas"
- 2006: "Só Deus Sabe"
- 2009: "O Nosso Amor"
- 2010: "Um dia vais voltar"

Compilatie
- 2003: "Momentos"

Live-album
- 2007: "Ao Vivo"

1964: António Calvário · 
1965: Simone de Oliveira · 
1966: Madalena Iglésias · 
1967: Eduardo Nascimento · 
1968: Carlos Mendes · 
1969: Simone de Oliveira · 
1971: Tonicha · 
1972: Carlos Mendes · 
1973: Fernando Tordo · 
1974: Paulo de Carvalho · 
1975: Duarte Mendes · 
1976: Carlos do Carmo · 
1977: Os Amigos · 
1978: Gemini · 
1979: Manuela Bravo · 
1980: José Cid · 
1981: Carlos Paião · 
1982: Doce · 
1983: Armando Gama · 
1984: Maria Guinot · 
1985: Adelaide Ferreira · 
1986: Dora · 
1987: Nevada · 
1988: Dora · 
1989: Da Vinci · 
1990: Nucha · 
1991: Dulce Pontes · 
1992: Dina · 
1993: Anabela · 
1994: Sara Tavares · 
1995: Tó Cruz · 
1996: Lúcia Moniz · 
1997: Célia Lawson · 
1998: Alma Lusa · 
1999: Rui Bandeira · 
2001: MTM · 
2003: Rita Guerra · 
2004: Sofia Vitória · 
2005: 2B · 
2006: Nonstop · 
2007: Sabrina · 
2008: Vânia Fernandes · 
2009: Flor-de-Lis · 
2010: Filipa Azevedo · 
2011: Homens da Luta · 
2012: Filipa Sousa · 
2014: Suzy · 
2015: Leonor Andrade · 
2017: Salvador Sobral · 
2018: Cláudia Pascoal · 
2019: Conan Osíris · 
2021: The Black Mamba · 
2022: Maro · 
2023: Mimicat · 
2024: Iolanda · 
2025: Napa